# A Date with Elvis
A Date with Elvis es el octavo álbum de estudio del músico y cantante estadounidense Elvis Presley, publicado por la compañía discográfica RCA Victor en julio de 1959. El álbum recoge una selección de material previamente inédito grabado en agosto de 1956 en los 20th Century Fox Stage One, los Radio Recorders de Hollywood y los Sun Studio. El álbum alcanzó el puesto 32 en la lista estadounidense Billboard 200. Está actualmente descatalogado, aunque disponible como descarga digital a través de iTunes.

## Contenido
Después de la entrada de Presley en la Armada de los Estados Unidos en marzo de 1958, RCA y su representante, Tom Parker, se enfrentaron a la perspectiva de mantener el nombre de Elvis al público durante dos años sin posibilidad de actuaciones en directo o rodaje de películas. Debido a ello, organizaron una sesión de grabación durante dos días en junio que produjo suficiente material para cinco sencillos. Cuatro de las canciones fueron publicadas en 45 RPM entre 1958 y 1959, durante su presencia en el servicio militar.
Presley, sin embargo, obtuvo buenos resultados a nivel comercial, con todos sus discos salvo uno llegando como mínimo al puesto tres de la lista de ventas, y RCA deseaba continuar promocionando álbumes de Presley debido a sus ventas. Gran parte del material de Presley no había sido publicado en LP, y para este álbum RCA recogió material previamente disponible en LP. Al igual que su predecesor, For LP Fans Only, el disco incluyó canciones que habían sido publicadas previamente en Sun Records, y las cinco canciones restantes fueron extraídas de tres EPs publicados entre 1956 y 1957.
Incluso para los estándares de finales de los 50 y comienzos de los 60, A Date with Elvis fue demasiado corto en comparación con otros LP, de unos 35 minutos de duración, y obtuvo un resultado comercial bastante bajo. RCA produjo un álbum más el mismo año con material previamente publicado, 50,000,000 Elvis Fans Can't Be Wrong, una colección de sencillos, aunque también obtuvo ventas inferiores a lo habitual en la carrera de Presley. Finalmente, el músico regresó del extranjero en 1960 para comenzar a grabar nuevamente.

## Lista de canciones
| Cara A |                                        |                               |          |  |
| N.º    | Título                                 | Escritor(es)                  | Duración |  |
| 1.     | «Blue Moon of Kentucky»                | Bill Monroe                   | 2:02     |  |
| 2.     | «Young and Beautiful»                  | Aaron Schroeder, Abner Silver | 2:02     |  |
| 3.     | «(You're so square) Baby I don't care» | Jerry Leiber, Mike Stoller    | 1:51     |  |
| 4.     | «Milkcow Blues Boogie»                 | Kokomo Arnold                 | 2:38     |  |
| 5.     | «Baby Let's Play House»                | Arthur Gunter                 | 2:15     |  |

| Cara B |                                  |                               |          |  |
| N.º    | Título                           | Escritor(es)                  | Duración |  |
| 1.     | «Good Rockin' Tonight»           | Roy Brown                     | 2:12     |  |
| 2.     | «Is It So Strange»               | Faron Young                   | 2:28     |  |
| 3.     | «We're Gonna Move»               | Vera Matson, Elvis Presley    | 2:30     |  |
| 4.     | «I Want To Be Free»              | Jerry Leiber, Mike Stoller    | 2:12     |  |
| 5.     | «I forgot to remember to forget» | Stan Kesler, Charlie Feathers | 2:28     |  |

| Reedición |                                               |                                        |          |  |
| N.º       | Título                                        | Escritor(es)                           | Duración |  |
| 1.        | «Blue Moon of Kentucky»                       | Bill Monroe                            | 2:02     |  |
| 2.        | «Milkcow Blues Boogie»                        | Kokomo Arnold                          | 2:38     |  |
| 3.        | «Baby Let's Play House»                       | Arthur Gunter                          | 2:15     |  |
| 4.        | «I Don't Care If the Sun Don't Shine»         | Mack David                             | 2:27     |  |
| 5.        | «Tutti Frutti (canción)»                      | Dorothy LaBostrie, Richard Penniman    | 1:58     |  |
| 6.        | «I'm Gonna Sit Right Down and Cry (Over You)» | Howard Biggs and Joe Thomas            | 2:01     |  |
| 7.        | «I Got a Woman»                               | Ray Charles and Renald Richard         | 2:23     |  |
| 8.        | «Good Rockin' Tonight»                        | Roy Brown                              | 2:12     |  |
| 9.        | «Is It So Strange»                            | Faron Young                            | 2:28     |  |
| 10.       | «We're Gonna Move»                            | Vera Matson, Elvis Presley             | 2:30     |  |
| 11.       | «Blue Moon»                                   | Richard Rodgers, Lorenz Hart           | 2:31     |  |
| 12.       | «Just Because»                                | Sydney Robin, Bob Shelton, Joe Shelton | 2:32     |  |
| 13.       | «One-Sided Love Affair»                       | Bill Campbell                          | 2:09     |  |
| 14.       | «Let me (canción de Elvis Presley)»           | Vera Matson, Elvis Presley             | 2:08     |  |

## Personal
- Elvis Presley: voz y guitarra
- Scotty Moore: guitarra
- Dudley Brooks: piano
- Mike Stoller: piano y coros
- Bill Black: contrabajo
- D. J. Fontana: batería
- Johnny Bernero: batería
- The Jordanaires: coros